# 是友インターチェンジ
是友インターチェンジ（これともインターチェンジ）は、高知県吾川郡いの町是友にある地域高規格道路の高知松山自動車道高知西バイパス2期工区区間のインターチェンジである。なお、このインターチェンジは高知方面のみのハーフインターチェンジである。

## 開通
- 2016年（平成28年）3月5日 :開通に伴い供用開始

## 接続する道路
- 町道

## 周辺
このインターチェンジの南にあるバーガ森トンネルを介して天王ニュータウンとのアクセス向上が期待される。しかしながら、JR線やとさでん交通伊野線から少しはなれる。
- 伊野南墓地公園
- 正宝寺
- 天王ニュータウン

## 隣
高知松山自動車道高知西バイパス2期工区区間
伊野IC - 高知西バイパス1期工区区間 - 枝川IC - 是友IC - 天神IC - 鎌田IC - 波川IC